# Maixant Mombollet
Maixant Magloire Mombollet, detto Max (Bangui, 17 gennaio 1980), è un ex cestista centrafricano.

## Carriera
Con la Rep. Centrafricana ha disputato sei edizioni dei Campionati africani (2001, 2003, 2005, 2007, 2009, 2013).